# Neohaematopinus pteromydis
Neohaematopinus pteromydis är en insektsart som beskrevs av Blagoveshtchensky 1965. Neohaematopinus pteromydis ingår i släktet Neohaematopinus och familjen ledlöss. Inga underarter finns listade i Catalogue of Life.